# Hubert Strolz
Hubert Strolz (Warth, 26 de junio de 1962) es un deportista austríaco que compitió en esquí alpino; campeón olímpico en Calgary 1988. Su hijo Johannes compitió en el mismo deporte.
Participó en tres Juegos Olímpicos de Invierno, entre los años 1984 y 1992, obteniendo dos medallas en Calgary 1988, oro en la prueba combinada y plata en el supergigante, y el sexto lugar en Sarajevo 1984 (eslalon gigante).
En la Copa del Mundo consiguió una victoria y 34 podios en total.
En 1996 recibió la Condecoración de Honor de Oro de la Orden al Mérito de la República de Austria.

## Palmarés internacional
| Juegos Olímpicos | Juegos Olímpicos | Juegos Olímpicos | Juegos Olímpicos |
| Año              | Lugar            | Medalla          | Prueba           |
| ---------------- | ---------------- | ---------------- | ---------------- |
| 1988             | Calgary (Canadá) | Medalla de oro   | Combinada        |
| 1988             | Calgary (Canadá) | Medalla de plata | Eslalon gigante  |